# (3757) Анаголай
(3757) Анаголай (лат. Anagolay) — небольшой околоземный астероид из группы Амура (II), который принадлежит к светлому спектральному классу S. Он был открыт 14 декабря 1982 года американским астрономом Элеанор Хелин в Паломарской обсерватории и был назван в честь богини потерянных вещей филиппинского племени Тагалы. Название было предложено филиппинским студентом Mohammad Abqary Alon в рамках конкурса, организованного Space Generation Advisory Council, и было выбрано из 85 других вариантов.

Орбита астероида Анаголай и его положение в Солнечной системе

Этот силикатный астероид класса S движется вокруг Солнца по сильно вытянутой орбите (0,445) с периодом в 908 суток и относится к категории потенциально опасных объектов, поскольку он пересекает орбиту Земли на расстоянии менее 0,05 а. е. и его диаметр превышает 150 метров. Минимальная дистанция сближения с Землёй у этого астероида составляет 0,0369 а. е. (5,5 млн км). Однако, как показывают расчёты в ближайшие сто лет его орбита с нашей планетой не пересекается.
Фотометрические наблюдения, проведённые в 1980-х годах, позволили получить кривые блеска этого тела, из которых следовало, что период вращения астероида вокруг своей оси равняется 9,012 часа, с изменением блеска по мере вращения 0,20 m. Значение альбедо находится примерно между 0,18 и 0,34, что даёт средний результат около 0,26.